# Agustín de Almazán
Agustín de Almazán (Madrid, s. XVI) va ser un metge, erudit, escriptor i traductor castellà.
Natural de Madrid, fill del doctor Almazán, metge del rei. Va exercir la medicina sent el metge personal de l'emperador Carles V. D'altra banda, va ser una persona molt docta i entesa en tot tipus d'humanitats i llengües, bon coneixedor del llatí i del grec, a més va ser traductor de l'obra anomenada La muy moral y graciosa historia del Momo (Momus sive de principe), una sàtira al·legòrica sobre deus composta original en llatí per l'italià Leon Battista Alberti, i publicada dita traducció a Alcalá de Henares el 1553. En la seva traducció, Almazán emfatitzà en establir les influències de Llucià d'Alberti i vincular el Momo amb la faula mitològica moral amb l'objectiu de justificar certes impietats de l'autor en el seu retrat satíric dels déus que apareixen a l'obra.